# Garnatálg
Garnatálg er en traditionel færøsk madret, tilberedt af fåretarm og fåretalg. Tarmfedtet fra får æltes sammen til en oval klump, som  pakkes i mavenettet og lukket så grundigt inde, at det er som en vakuumpakning.  Den lufttørres i en hjallur (et udhus med vindgennemtræk) og fermenteres i tre måneder.
Garnatálg smeltes på en stegepande og serveres i skiver, gerne som tilbehør til ræstur fiskurtørfisk.Retten kan også serveres som en selvstændig ret med kartofler.
Fåretalg benyttes også til fremstilling af blodpølse, fiskefrikadeller og til  knettir, en særlig form for store fiskeboller.  
Færingerne spiser i nutiden, særlig ved fester og højtider garnatálg, ræstkød og skærpekød. I gamle dage i var fermentering af fødevarer ofte en nødvendighed for at overleve om vinteren. I nutiden i lige så høj grad i kulturel forstand som en væsentlig del af identiteten.
Retten kan sammenlignes med den skotske haggis, selvom den på nogle måder er anderledes.